# Martin Lippl
Martin Lippl (* 6. Juli 1939) ist ein deutscher Kameramann und Regisseur.

## Leben
Martin Lippl begann als Kameramann für Karl Heinz Kramberg und Alois Kolb, für den er Reportagen über berühmte Köche filmte. Mittlerweile hat er seine eigene Produktionsfirma Grawol-Film.
Lippl ist ein Mann der ersten Stunde der BR-Sendereihe Unter unserem Himmel. In der Reihe Kochgeschichten berichtet der Filmemacher europaweit über die kulinarischen Spezialitäten und Sehenswürdigkeiten der Regionen. Martin Lippl schaut dabei sowohl in die Küchen von Sternerestaurants als auch in die Küchen ambitionierter und aufstrebender Köche.
Martin Lippl stammt aus der Familie Lippl, er ist der Sohn von Alois Johannes Lippl und Bruder von Andreas Lippl.

## Arbermandl
Ein Glanzpunkt in seiner Karriere entstand durch einen Zufall: Bei einer Reportage auf dem Großen Arber wurde Lippl 1985 bei einem Schneesturm eingeschneit. In einer kurzen Zeit bei Sonnenschein drehte er Bilder über die so genannten Arbermandl. Später unterlegte Elfie Pertramer diese Aufnahmen mit einem mystischen Gedicht. Unter dem Titel Stimmen aus dem Zauberwald wird der Film jeweils zum Jahresbeginn im Bayerischen Fernsehen ausgestrahlt.

## Filmografie (Auswahl)
- 1966 – Die Grafen Pocci – einige Kapitel zur Geschichte einer Familie, Kamera
- 1982 – Blumen auf dem Land – Cottage Gärten, Kamera
- 1983 – Der Glockenkrieg, Kamera
- Humboldt auf Teneriffa, Kamera
- 1990 – Damals ... Der Murn entlang, Kamera
- 1990 – Hochzeiter und Hochzeiterin, Fernsehfilm, Regie
- seit 1992 – Kochgeschichten, Autor und Kamera
- 2000 – Schwaiganger – Ein Jahr mit den Pferden, Autor und Kamera
- 2006 – Die Große Küche daheim, Autor und Kamera